# André Felipe
André Felipe, właśc. André Felipe Ribeiro de Souza (ur. 27 września 1990 w Cabo Frio w stanie Rio de Janeiro) – brazylijski piłkarz występujący na pozycji napastnika.

## Kariera piłkarska

### Kariera klubowa
Jest wychowankiem klubu AD Cabofriense. W 2009 rozpoczął karierę piłkarską w Santosie FC, a już w czerwcu 2010 roku podpisał 5-letni kontrakt z Dynamem Kijów. 31 stycznia 2011 został wypożyczony do Girondins Bordeaux, a 20 lipca 2011 do Atlético Mineiro. 20 lipca 2012 Atlético Mineiro wykupił kontrakt piłkarza.

### Kariera reprezentacyjna
11 sierpnia 2010 debiutował w narodowej reprezentacji Brazylii, zmieniając Alexandre Pato w 66 minucie towarzyskiego meczu z USA.

## Sukcesy i odznaczenia

### Sukcesy klubowe
- mistrz Campeonato Paulista: 2010
- zdobywca Copa do Brasil: 2010